# The Call of the Blood (film 1912)
The Call of the Blood è un cortometraggio muto del 1912 prodotto dalla Majestic Motion Picture Company. Il nome del regista non appare nei credit del film.

## Trama
Una giovane zingara sposa John Ford, un ingegnere civile. I due hanno un bambino ma la donna sente la nostalgia della vita libera che ha abbandonato. Una sera, dalle finestre di casa, vede tra i boschi le luci di un accampamento. Non potendo più resistere, se ne va via.
Passa un anno. Lì vicino, si aggira una giovane zingara che viene a sapere da una domestica che il figlio dell'ingegnere è gravemente ammalato. La donna, nei boschi, raccoglie delle erbe curative con cui prepara una pozione. La sera, il medico lascia il piccolo ammalato alle cure dell'infermiera che, stanca, cede al sonno, addormentandosi. Ne approfitta la zingara per somministrare al figlio la medicina che ha preparato per lui. Il piccolo, spaventato, si mette a gridare, facendo accorrere nella stanza il padre e il medico. La donna, intanto, è riuscita a nascondersi dietro a una porta; sente il dottore che dichiara che la febbre è calata e la crisi è passata: il piccolo è salvo. Anche se le piange il cuore, la donna - muovendosi furtivamente - abbandona la casa, riguadagnando la via dei boschi per ritornare dai suoi compagni.

Trama tratta da Moving Picture World synopsis

## Produzione
Il film fu prodotto dalla Majestic Motion Picture Company.

## Distribuzione
Distribuito dalla Film Supply Company, il film - un cortometraggio di una bobina - uscì nelle sale cinematografiche statunitensi il 1º ottobre 1912. La Western Import Company lo distribuì nel Regno Unito il 15 gennaio 1913.